# 武田エレナ
武田 エレナ（たけだ えれな、2001年8月8日 - ）は、日本のAV女優。ARROWS所属。

## 略歴
2020年7月、ARROWSに所属し、SODクリエイト専属女優として同社の「青春時代」レーベルからAVデビュー。
3作品に出演した後、専属を離れ企画単体女優となる。企画単体以降、緊縛やアナルプレイなど次々解禁。
2021年9月17日、自身のTwitterにてACTへ移籍し『夏目みらい』に改名した事を発表。改名と移籍は心機一転の気持ちから決めた。

## 人物
- 静岡県出身[1]。
- 小学生低学年の頃に自転車のサドルに股間を押しつけると気持ちいいこと知ったのが性の目覚め[5]。小学生でオナニーを覚え、思春期には色々なもの（主に文房具）を入れてオナニーをしていた[5]。
- 初体験は、高校生の時[5]。
- AV女優となった動機は、たくさんセックスがしたかったから[5]。
- 365日撮影をしたい鉄マン鉄アナルを自認[4]。
- 辱系作品出演を機に、痴女ものAVを研究と称して多数鑑賞している[4]。

## 出演作品

### アダルトDVD

#### 武田エレナ 名義
- 天真爛漫な笑顔は、最強。 武田エレナ18歳 SOD専属AVデビュー（7月23日、SODクリエイト）
- 真夏に中年オヤジと、濃密液狂い接吻交尾。（8月27日、SODクリエイト）
- 誰にもバレないように、学校で人体固定・監禁調教していた夏休み。（9月24日、SODクリエイト）

- マジックミラー号 豪華撮り下ろし総勢12名! 水着美女3タイトル2枚組480分! あの手この手で全員本番に成功した子のみ収録SP! 2020年夏の記録（1月21日、SODクリエイト）
- 淫魔放送局 堕ちた美人女子アナたち（2月7日、アタッカーズ）
- 喪中拘束NTR 不謹慎に欲情失禁…（2月19日、ABC）
- 残酷猟奇性拷問 忍 女捜査官が号泣する肛虐処刑 episode-1 高城英玲奈の発狂（2月25日、Baby Entertainment）
- 「あざとい痴美女」と「変態おぢさん」との「パパ活」は「衝撃的」な「ドフェチプレイ」の「オンパレード」（2月25日、SEX Agent）
- パンツごしのフェラチオ 〜焦らされて高まる早漏男子向けのフェチな刺激〜（2月25日、SEX Agent）
- ヒロイン失神陥落 美少女戦士セーラーアリス（3月12日、GIGA）
- 暴虐蕩揺放置デビル・シェイカー 腹部強制痙攣×秘唇固定電マ×胸部淫猥吸引=女体制御不能昇天（3月19日、Baby Entertainment）
- 女子●生 蛇縛輪姦 十四 武田エレナ（4月7日、アタッカーズ）
- 絶対に手を出してはいけないひよこ女子に媚薬まみれの極悪チ○コで鬼イラマチオ。そして… その陸(6)（4月8日、ひよこ）
- 後輩の彼女の器械体操娘インターハイ出場・現役体育大生が、初めてのAV出演! デカチン激ピストン/拘束マシンバイブ/喉奥イラマ/中出し3Pでどマゾな変態願望をむき出しにされ絶頂潮吹き!（4月8日、サディスティックヴィレッジ）
- 夫婦で挑戦!松本いちかの凄テクで夫が2回イカされたら妻が寝取られナマ中出しSEX!（4月13日、はじめ企画）
- アナル研修 秘書課に配属された美人新入社員の悲劇（5月7日、アタッカーズ）
- 一般男女モニタリングAV×マジックミラー便コラボ企画 勉強漬けの毎日をすごす性欲の溜まった10代の予備校生がまたがり顔面騎乗クンニで人生初の大失禁イキ!! インタビュー中にずぅーっと生クリトリスを激しくジュルジュルと舐められ膣内に舌をねじ込まれて発情してしまった禁欲中のオマ○コはデカチン中出しまでしてしまうのか!? in 四谷&世田谷 6（5月7日、ディープス）※「いちか」名義
- NTRプレイでしか興奮できない僕と、イラマ肉便器と化した妻（5月19日、ドグマ）
- 「お兄ちゃんの精子って興奮する!」 モテないボクの部屋で思春期義妹がフェラチオジャンキーに? 親の再婚で新しくできた義妹はウブで可愛いのですが、まだ打ち解けられない微妙な関係。仲良くなろうとボクの部屋に招待してみたら「この部屋、なんか変な気持ちになる…。」と体がモジモジ!?オナニーしてばかりのボクの部屋で発情した義妹は、強引にチ○ポにしゃぶりつくほど大豹変!夢中でフェラをする義妹に我慢できず発射してしまうと興奮しまくり!?口から精子を垂らしながら挿入してくると自ら激しくピストン!何度も中出しすると連続フェラでチ○ポを勃たせてくるフェラチオジャンキーと化してしまい…（5月19日、Hunter）
- 新章。 アナルはもう一つのマ○コだと教えられる。 〜アナルを強制開発されすぎて、アナル潮吹きが止まらなくなった健康部活女子校生〜（5月20日、ひよこ）
- 元地方局女子アナ&青春アイドル共演 ♯初レズ絶頂回数チャレンジ 成田つむぎ 武田エレナ（6月19日、レズれ!）
- チ○チン大好きな女集めました S-Cute美少女とホテルでプライベートSEX 武田エレナ/最上ゆら/加賀美まり（7月1日、S-Cute）
- アナルバレリーナ6 武田エレナ（7月1日、グローリークエスト）
- 浣腸魔 肛悶絶の婚前調教 武田エレナ（7月7日、アタッカーズ）
- ど田舎に遊びに行ったら超絶美人お姉さんの舐めキスでレズ誘惑された汗だくまみれの夏 武田エレナ 八乃つばさ（7月19日、レズれ!）
- 修羅場キャットファイト2（8月12日、ROCKET）
- おしっこ114連発 98人（9月2日、グローリークエスト）※オムニバス作品
- 借金苦の父親の代わりに娘を身代わり性玩具調教 武田エレナ（9月14日、REAL）
- 超ハードコア3穴ごっくん輪●ファック!  マ○コ! ノドマ○コ! ケツマ○コ! 制服美少女の全てのメス穴に鬼畜中出し30連発! 武田エレナ（9月21日、エムズビデオグループ）
- マゾの天才!! 究極ドMの未成年、底無しの変態19歳 武田エレナ（10月1日、h.m.p）
- 尿道責め学園（10月12日、犬）
- チクビアン2 ビンビン乳首こねくりレズ性交（10月26日、レズれ!）※オムニバス作品

#### 夏目みらい 名義
- 「勃起乳首」と「感じる顏」をじっくりと魅せる乳首だけでイッちゃう7人の女たち（2月1日、OFFICE K’S）※オムニバス作品
- 生意気な教え子にキレた家庭教師が勉強机に押し付けて拡張無しのわからせ即アナルで絶叫イキ 星乃美桜 松島れみ 夏目みらい（3月10日、電脳ラスプーチン）
- 全裸聖水飲ませ ～色んなシチュエーション女子のお小水編～（4月12日、犬）※オムニバス作品
- 母に連れられて来たスポーツ女子を開脚拘束して強制アナル開発する極悪整体院（5月12日、電脳ラスプーチン）※オムニバス作品
- 浣腸TVショッピング 特選変態グッズ実演販売の女 夏目みらい（7月26日、シネマジック）
- 全裸メンズエステ 代官山店（7月26日、SEX Agent）※オムニバス作品

### VR

#### 武田エレナ 名義
- お兄ちゃんえっちしよ? 〜カワイすぎる貪欲思春期妹との合法近親相姦〜（1月1日、CASANOVA）
- 「お兄ちゃん眠れないの…」 僕の部屋へ繰り返し訪れる妹と全身がくたくたになるまで汗だく生SEXをした夜（2月13日、KMPVR-bibi-）
- 内定欲しさにどんなお願いも笑顔で受け入れる崖っぷち就活女子大生のイキまくり面接（2月19日、KMPVR）
- 万引き犯をとっ捕まえて身体の隅々まで与える恥辱… 6 万引き不良娘をチ●ポで徹底制裁!「これ以上は許して…」（2月19日、ブイワンVR）
- #オナ電 〜電話しながら興奮してオナニーしてる女子を盗撮したVR 2〜（3月19日、CASANOVA）
- 美貌の女性を汚しまくり優越感に浸れ!! 白濁まみれの顔射VR（4月5日、KMPVR）他
- ぱっつぱつの競泳水着でじっくりオナニー（4月10日、KMPVR）
- オナ顔を超接写!! 美女のイキ顔観察VR（5月17日、KMPVR）
- HQ劇的超高画質 J●サバサバ系幼馴染もやっぱり女の子! じゃれあいで突然発情 気心知れた嬉し恥ずかしSEX「ねえ私もおち●ちん見てみたい」 武田エレナ（6月18日、ブイワンVR）
- イキしょん浴びVR 僕の幼馴染はオナニーを見られて興奮するイクイク早漏女子です。武田エレナ（6月25日、ナチュラルハイ）

#### 夏目みらい 名義
- 妹はアナルSEXが好き! いつも僕の目の前でケツ穴クパクパさせながら誘ってきます。夏目みらい（4月13日、P-BOX VR）
- アナルを知らないそこのキミ 私のケツマ○コに入れてみる? 夏目みらい（5月25日、P-BOX VR）

### ネット配信
- 【2回はしたい♪白衣のエロ天使】奥歯ガタガタいわすほどおま●子を突き上げて歯科衛生士の止まらない性欲にトドメを刺すごっくん+中出し処置。（11月25日、プレステージプレミアム）
- AV初体験【喘ぎ声とトロ顔で抜ける】【常時発情】【上の口も下の口もだらだら】色白美肌でいい塩梅のおっぱいと美脚を持ち合わせた美少女!ほわほわ不思議ちゃんみたいな話し方だけど中身はまさしく性豪、今までの彼氏が恐れをなしたというSEXモンスターをいざ討伐!君はついて来れるか?この性欲に… おうぼガール#008（12月29日、HHH）※「ゆりあ」名義

- エレナ（1月3日、おっぱいちゃん）
- #831 Erena（3月5日、S-Cute）
- 【初撮り】【逝きすぎ注意!】【敏感ボディで快楽を貪り..】ふわふわした喋り方の天真爛漫少女が登場。ソフトタッチで甘い吐息を漏らし始め、一番敏感なところを弄られると大量の潮を撒き散らして.. 応募素人、初AV撮影 207（4月13日、シロウトTV）
- マジ軟派、初撮。 1624 渋谷に買い物に来た現役JD…ひょいひょいホテルに着いてきてすぐに体を許す奔放っぷり!本当はナンパ待ちだったな!?敏感オマ○コを責められ全身ガクガクで外イキ中イキ連発!（4月22日、ナンパTV）

## 出演

### テレビ
- モテるの法則 season15 #2（2021年5月18日、エンタメ〜テレ）[6]

## 掲載

### 雑誌
武田エレナ 名義
- 月刊FANZA 2020年9月号（ジーオーティー） - インタビュー「HATSUMONO!」
- 月刊ソフト・オン・デマンド 2020年9月号 VOL.12（ソフト・オン・デマンド） - インタビュー「武田エレナインタビュー」
- 月刊ソフト・オン・デマンド 2021年6月増刊号 SOD青春制服コレクション Vol.1（ソフト・オン・デマンド） - グラビア

夏目みらい 名義
- 月刊FANZA 2022年1月号（ジーオーティー）- 「ど〜しても彼女の魅力を伝えたいインタビュー」

### 新聞
- サンケイスポーツ（2020年6月17日） - インタビュー「私のAV」[7]
- 東京スポーツ（2020年10月9日） - インタビュー「人気AV女優の素顔と私生活」[8]